# Yasawa Island
Yasawa Island är en ö i Fiji.   Den ligger i divisionen Västra divisionen, i den norra delen av landet, 180 km nordväst om huvudstaden Suva. Arean är 32 kvadratkilometer.
Terrängen på Yasawa Island är platt. Öns högsta punkt är 229 meter över havet. Den sträcker sig 16,9 kilometer i nord-sydlig riktning, och 16,7 kilometer i öst-västlig riktning.